# Grumman F-11 Tiger
Grumman F11F/F-11 Tiger je bil prvi ameriški nadzvočni enosedežni palubni lovec. Zasnovalo ga je ameriško podjetje Grumman. Sprva je imel oznako F11F Tiger, ki so jo aprila 1955 spremenili v F-11 Tiger. V letih 1957–1969 ga je uporabljala tudi ameriška akrobatska skupina Blue Angels. Skupaj so zgradili okrog 200 letal.
F11F (F-11) začetki segajo v leto 1952, ko je Grumman s privatnim financiranjem hotel modernizirati F9F-6/7 Cougar. Ameriška mornarica je bila zainteresirana v nadzvočnem lovskem letalu.  Novo letalo je imelo predkrilca po celotnem sprednjem robu in zakrilca na zadnjem robu. Nagib so dosegli s spojlerji in ne s tradicionalnimi krilci. Za boljšo krmarljivost pri nadzvočni hitrosti je bil horizontalni rep v celoti gibljiv. Poganjal ga je en turboreaktivni motor Wright J65, ki je licenčna verzija  mootrja Armstrong Siddeley Sapphire

## Tehnične specifikacije (F11F-1/F-11A)
Podatki iz Bowers 1990, p. 257.
Splošne karakteristike
- Posadka: 1
- Dolžina: 46 ft 11 in (14,3 m)
- Razpon kril: 31 ft 7,5 in (9,6 m)
- Višina: 13 ft 3 in (4,0 m)
- Površina kril: 250 ft² (23 m²)
- Teža praznega letala: 13 810 lb (6 277 kg)
- Naložena teža: 21 035 lb (9 561 kg)
- Maks. vzletna teža: 23 459 lb (10 663 kg)
- Pogon letala: 1 × Wright J65-W-18 turboreaktivni motor
  - Potisk motorjev (suh): 7 400 lbf (32,9 kN)
  - Potisk motorjev z dodatnim zgorevanjem: 10 500 lbf (46,7 kN)

 Zmogljivost 
- Maks. hitrost: Mach 1,1 (727 mph, 1 170 km/h) na 35 000 ft (11 000 m)
- Potovalna hitrost: 577 mph (929 km/h)
- Doseg: 1 275 milj (1 110 nmi, 2 050 km)
- Višina leta: 49 000 ft (14 900 m)
- Hitrost vzpenjanja: 16 300 ft/min (83 m/s)
- Obremenitev kril: 84 lb/ft² (411 kg/m²)
- Razmerje potisk/teža: 0,50

Oborožitev

- Strelno orožje: 4 × 20 mm (.79 in) Colt Mk 12 top, 125 nabojev na top
- Nosilci za orožje: 4 s kapaciteto – in zalogo orožja s kombinacijo:
  - Rakete: Aero 6A ali Aero 7A "Rocket Package"
  - Izstrelki: AIM-9 Sidewinder
  - Drugo: 150 galonski odvrgljiv rezervoar